# Kajakarstwo na Letnich Igrzyskach Olimpijskich 1936 – C-2 10 000 m mężczyźni
Zawody w kajakarstwie klasycznym kanadyjek (C2) na dystansie 10000 m mężczyzn na Letnich Igrzyskach Olimpijskich 1936 zostały rozegrane 7 sierpnia 1936 r. W zawodach wzięło udział 10 zawodników z 5 państw. Z uwagi na małą liczbę uczestników zawody składały się wyłącznie z finału.

## Rezultaty

### Finał
| Poz. | Zawodnik                           | Reprezentacja     | Czas    |
| ---- | ---------------------------------- | ----------------- | ------- |
|      | Václav Mottl Zdeněk Škrland        | Czechosłowacja    | 50:33,5 |
|      | Frank Saker Harvey Charters        | Kanada            | 51:15,8 |
|      | Rupert Weinstabl Karl Proisl       | Austria           | 51:28,0 |
| 4    | Walter Schuur Christian Holzenberg | III Rzesza        | 52:35,6 |
| 5    | Joseph Hasenfus William Hasenfus   | Stany Zjednoczone | 57:06,2 |